# لوکاس واسکو
لوکاس واسکو (انگلیسی: Lucas Vesco؛ زادهٔ ۲۸ ژانویهٔ ۱۹۹۱) بازیکن فوتبال است.
از باشگاه‌هایی که در آن بازی کرده‌است می‌توان به باشگاه فوتبال اتلتیکو تیگره اشاره کرد.